# 歌橋
歌橋（日语：歌橋，1807年4月28日—1877年9月9日）是13代將軍德川家定的乳母。德川家定時擔任上臈御年寄。在14代將軍鬥爭時屬於“南紀派”。德川家定死後和天璋院、豐儉院一起落飾，法號法好院。1868年後和本壽院，天璋院一起生活。